# 로버트 울시

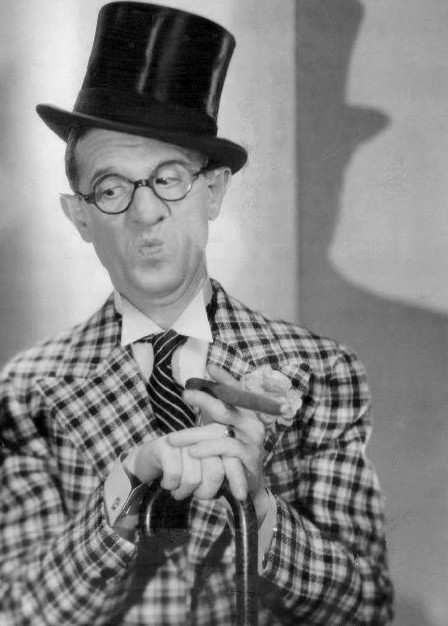

로버트 울시(Robert Woolsey, 1888년 8월 14일 ~ 1938년 10월 31일)는 미국의 영화배우이다.
오클랜드에서 태어났으며 말리부에서 사망하였다. 사인은 신부전이다. 포리스트 론 메모리얼 파크에 매장되었다.

## 영화
- 걸 크레이지 (1932년)
- 딕시아나 (1930년)
- 뻐꾸기 (1930년)
- 리오 리타 (1929년)